# Taphrinales
De Taphrinales vormen een orde van Ascomycota binnen het rijk van de schimmels (Fungi). Ze behoren tot de klasse van de Taphrinomycetes.
Tot deze klasse behoren onder andere gallen en heksenbezem.

## Levenscyclus
Taphrinales onderscheiden zich van andere zakjeszwammen door hun tweekernige schimmeldraadcellen. Ze hebben ook een karakteristieke manier van voortplanting. Onder de cuticula van het blad waarin ze leven vormt zich een vlechtwerk van schimmeldraden, dat een proascus wordt genoemd. De twee haploïde kernen in een schimmeldraadcel versmelten tot een diploïde cel die de cuticula doet openbarsten. De diploïde cel wordt naar buiten gedrukt en vormt vervolgens een scheidingswand, waardoor twee cellen ontstaan. De onderste cel is de voetcel en de bovenste cel het sporenzakje. In het sporenzakje vindt de meiose plaats, gevolgd door een mitotische deling. Dat resulteert in acht haploïde ascosporen. Deze maken door knopvorming net zo lang secundaire sporen (conidiën) totdat ze op de gastheer komen. Dan vormt de secundaire spore een kiembuis, die tussen de epidermiscellen van het blad groeit. Vervolgens groeien door het gehele blad intercellulair schimmeldraden.

A — haploïd stadium (gistfase); B — tweekernig stadium (mycelium); C — diploïd stadium (proasci); D — ontwikkeling van asci en sporenvorming. 1 — ascosporen en blastosporen (conidia) knopvorming; 2 — dikaryotisatie; 3 — dikaryotisch mycelium op de plantencellen, ascogene laag, het hymenium, wordt gevormd; 4 — karyogamie; 5 — mitose van de diploïde kern, proascus en voetcel vorming; 6 — ontwikkeling van ascus na de meiose; 7 — mitose van de haploïde kernen, ascospore vorming; 8 — vorming van sporogene laag bij plantencellen
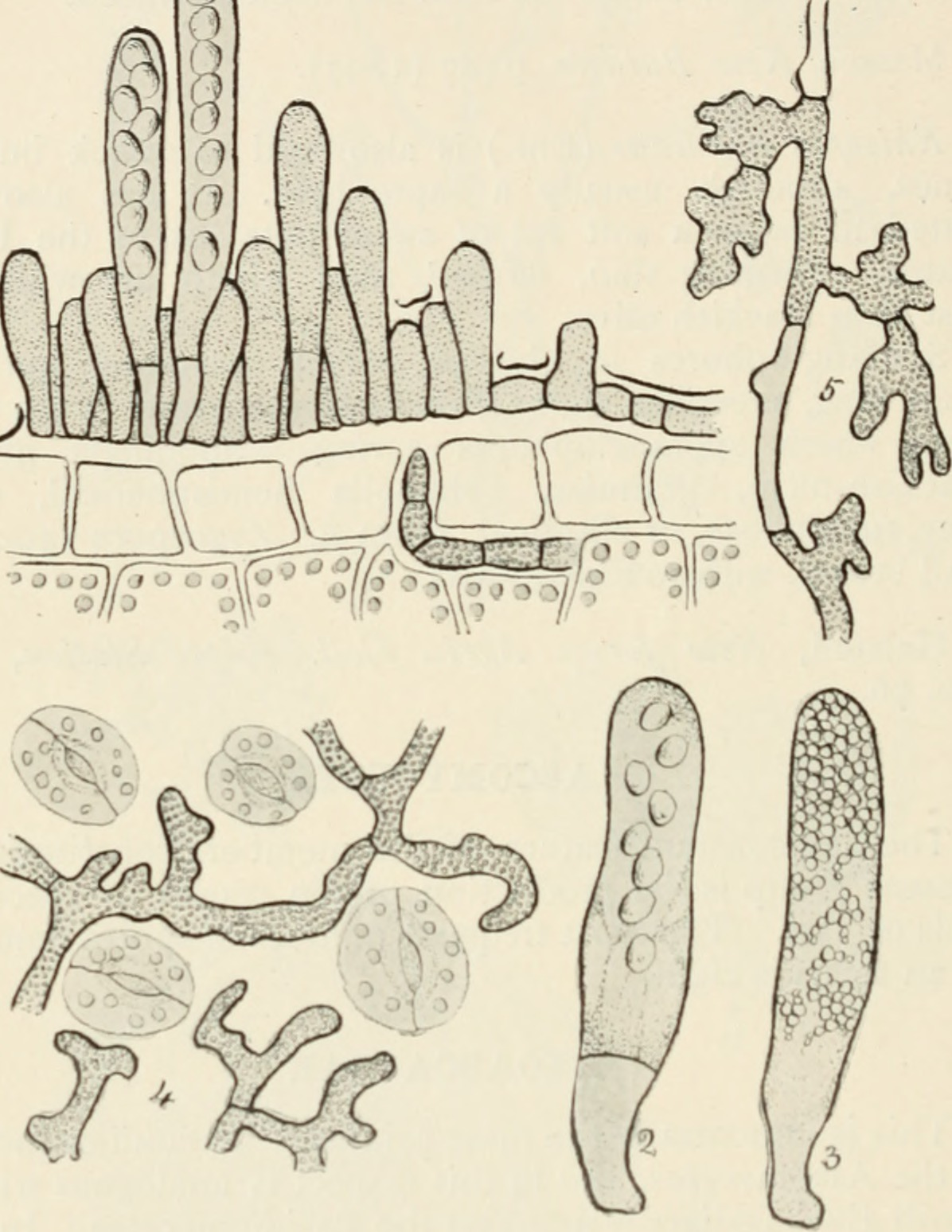
Sporenzakjes van Taphrina deformans op het blad
Ascospore vorming: 1) ascogene cel; 2) proascus; 3) voetcel; 4) sporenzakje

## Taxonomie
De taxonomische indeling van de Taphrinales is als volgt:
- Klasse: Taphrinomycetes
  - Subklasse: Taphrinomycetidae
    - Orde: Taphrinales
      - Familie: Protomycetaceae
        - Burenia
        - Protomyces
        - Protomycopsis
        - Taphridium
        - Volkartia

      - Familie: Taphrinaceae
        - Taphrina

      - Incertae sedis → Saitoëlla